# Сен-Тримоэль
Сен-Тримоэ́ль (фр. Saint-Trimoël, брет. Sant-Rivoued) — коммуна во Франции, находится в регионе Бретань. Департамент — Кот-д’Армор. Входит в состав кантона Плене-Жюгон. Округ коммуны — Сен-Бриё.
Код INSEE коммуны — 22332.

## География
Коммуна расположена приблизительно в 370 км к западу от Парижа, в 75 км северо-западнее Ренна, в 22 км к юго-востоку от Сен-Бриё.

## Население
Население коммуны на 2016 год составляло 533 человека.
| 1962 | 1968 | 1975 | 1982 | 1990 | 1999 | 2008 | 2016 |
| ---- | ---- | ---- | ---- | ---- | ---- | ---- | ---- |
| 351  | 393  | 347  | 314  | 296  | 319  | 409  | 533  |

## Экономика
В 2007 году среди 235 человек в трудоспособном возрасте (15—64 лет) 189 были экономически активными, 46 — неактивными (показатель активности — 80,4 %, в 1999 году было 73,8 %). Из 189 активных работали 182 человека (101 мужчина и 81 женщина), безработных было 7 (2 мужчин и 5 женщин). Среди 46 неактивных 16 человек были учениками или студентами, 14 — пенсионерами, 16 были неактивными по другим причинам.